# Peter Marshall (nuotatore)
Peter Jeffrey Marshall (Atlanta, 9 marzo 1982) è un ex nuotatore statunitense.
Specializzato nel dorso, ha vinto tre medaglie d'oro ai mondiali in vasca corta.

## Palmarès
- Mondiali in vasca corta

Mosca 2002: oro nella 4x100m sl e nella 4x100m misti, argento nei 50m dorso e bronzo nei 100m dorso.
Indianapolis 2004: oro nella 4x100m misti e bronzo nei 50m dorso.
Manchester 2008 oro nei 50m dorso.
- Giochi panamericani

Santo Domingo 2003: oro nei 100m dorso e nella 4x100m misti.
Rio de Janeiro 2007: oro nella 4x100m misti e argento nei 100m dorso.
- Universiadi

Pechino 2001: oro nei 50m dorso, nei 100m dorso e nella 4x100m misti.